# 左翼阵线 (法国)
左翼阵线（法語：Front de gauche，缩写为FG或FDG）是法国的一个已不存在的左翼政党联盟，由法国共产党和左翼党在2009年欧洲议会选举前建立。此后，该联盟还吸纳其他一些左翼小党（包括争取社会和生态替代联盟、替代、共和与社会主义、统一左翼、融合与替代、反资本主义左翼和法国工人共产党），并参加多次选举。

## 成立
法国共产党和左翼党在2009年欧洲议会选举前达成协议，并于2008年11月18日正式宣布两党结成联盟，共同反对法国签署《里斯本条约》。同时，左翼阵线还邀请新反资本主义党和公民与共和运动加入它们的选举联盟，但是没有得到响应。

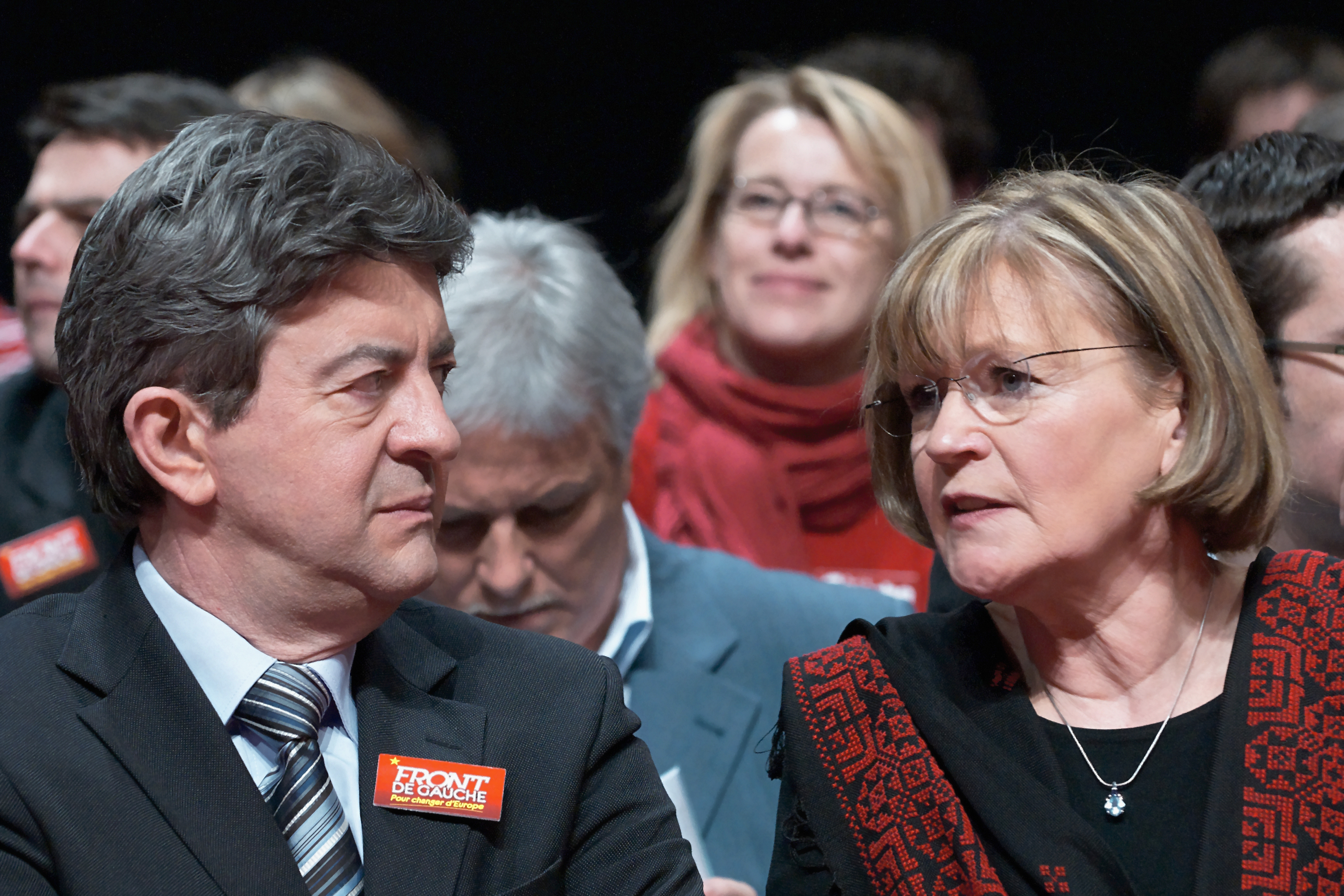
2009年3月8日，左翼党领导人让-吕克·梅朗雄和法共全国书记玛丽-乔治·比费一同出席欧洲议会选举的造势活动

左翼阵线在其成立宣言中宣布：
左翼阵线代表劳工运动的优良传统，战斗的共和国民，社会运动和生态政策。它的目的是汇集所有的力量，促进真正的左翼政治运动和社会劳工运动，并与公民分享这一愿景。

## 成员
- 法国共产党
- 一起！
- 共和与社会主义
- 争取社会和生态替代联盟（法语：Fédération pour une alternative sociale et écologique）
- 替代（法语：Les Alternatifs）
- 统一左翼
- 融合与替代（英语：Convergences and Alternative）
- 反资本主义左翼
- 左翼党
- 法国工人共产党

## 选举活动

### 选举成绩

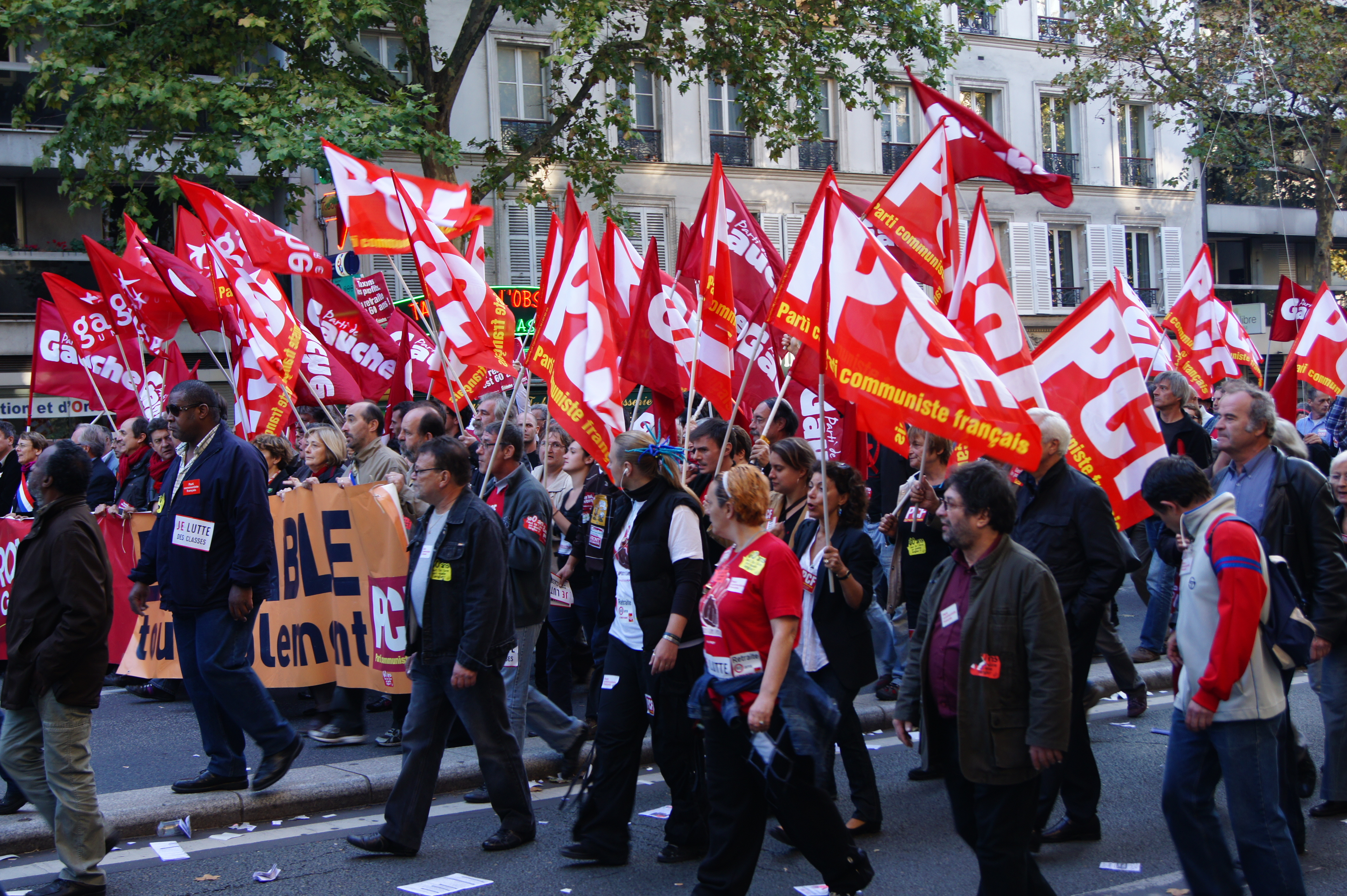
2010年10月12日，左翼阵线的支持者在巴黎进行反对养老金制度改革的示威游行

| 种类               | 得票数    | 得票率  |
| ------------------ | --------- | ------- |
| 2009年欧洲议会选举 | 1,114,872 | 6,47 %  |
| 2010年大区选举     | 1,098,594 | 6,95 %  |
| 2012年市政选举     | 817,297   | 10,38 % |
| 2012年总统选举     | 3,984,822 | 11,11 % |
| 2012年国民议会选举 | 1,793,192 | 6,91 %  |

### 2009年欧洲议会选举
在联盟成立后的第一次重要选举中，左翼阵线提出了以下选举政纲：
- 禁止裁员的公司获利
- 保护和改善公共服务
- 为工人和失业者争取新的权力
- 保护地球
- 废除《里斯本条约》

最终，左翼阵线获得了6.47％的选票，在欧洲议会取得5席。

### 2010年法国大区选举
在2010年法国大区选举中，法共和左翼党继续结盟参选。此次改选的1880个席位中，左翼阵线获得102席。

### 2012年法国总统选举
在2012年法国总统选举中，让-吕克·梅朗雄代表左翼阵线参选，在第一轮投票中获得11.11%的选票，排名第四。在第二轮投票中，他宣布支持法国社会党的候选人弗朗索瓦·奥朗德。

### 2012年法国立法选举
左翼阵线在2012年法国立法选举中的主要目的是阻止极右翼的国民阵线进入国民议会。同时，左翼阵线还联合了其它一些左翼小党一同参选，并最终取得10个议席，而国民阵线仅获得2席。